# オスカー・ゼータ・アコスタ
オスカー・ "ゼータ"・アコスタ・フィエロ (英語:Oscar "Zeta" Acosta Fierro、1935年4月8日 - 1974年5月27日失踪）は、メキシコ系アメリカ人の弁護士、政治家、小説家。小説『ブラウン・バッファローの自叙伝』（1972年）、『ゴキブリ人間の反乱』（1973年）などで知られ、アメリカの作家ハンター・S・トンプソンとの親交も深かった。トンプソンは、小説『ラスベガスの恐怖と怒り』の中で、彼をサモアの重鎮弁護士、ゴンゾ博士として登場させている。アコスタは1974年にメキシコを旅行中に失踪し、死亡したと推定されている。

## 経歴
テキサス州エルパソで、メキシコ出身のマニュエルとエルパソ出身のファニータ（旧姓フィエロ）・アコスタの間に生まれた。彼は3番目に生まれたが、2番目に幼少期を過ごした。アコスタには、1934年に生まれたロベルトという兄がいた。一家がカリフォルニアに移ってからは、子供たちはモデスト近郊のサンホアキン・バレーのリバーバンクという町で育った。第二次世界大戦中、アコスタの父親は徴兵された。
高校卒業後にアメリカ空軍に入隊した。除隊後、モデスト・ジュニア・カレッジに入学。その後、サンフランシスコ州立大学に進学し、クリエイティブ・ライティングを学んだ。その後、サンフランシスコ・ロー・スクールの夜間クラスに通い、1966年に州の司法試験に合格した。1967年、アコスタは地元のEast Oakland Legal Aid Society（イースト・オークランド法律扶助協会）で反貧困弁護士として働き始めた。
1972年、アコスタは初の小説『Autobiography of a Brown Buffalo』を出版した。この小説は、社会から疎外された人々の権利のために戦う弁護士を描いたものである。1973年には、1970年のチカーノ・モラトリアムをフィクションとして描いた『The Revolt of the Cockroach People』を出版し、ロサンゼルス・タイムズ紙のコラムニスト、ルーベン・サラサールの死を描いている。

## 失踪
1974年5月、アコスタはメキシコのシナロア州マサトランを旅行中に失踪した。失踪前に息子と電話で話していた。

## その他
- List of people who disappeared
- Latino literature
- American literature in Spanish

## 文献
- Autobiography of a Brown Buffalo (1972), ISBN 0-679-72213-0 (Random House)
- The Revolt of the Cockroach People (1973), ISBN 0-679-72212-2 (Knopf)
- Oscar "Zeta" Acosta: the uncollected works. Ilan Stavans, editor. (1996) (Arte Público Press)
- Hospitable Imaginations: Contemporary Latino/a Literature and the Pursuit of a Readership, a dissertation on Oscar "Zeta" Acosta within the context of Gloria Anzaldúa, Piri Thomas, Giannina Braschi, Sandra Cisneros, Junot Díaz, and Gilbert Hernandez. Christopher Thomas Gonzalez (2012), OhioLink.
- "Thompson's and Acosta's Collaborative Creation of the Gonzo Narrative Style", Shimberlee Jirón-King. Comparative Literature and Culture, Vol 10, Issue 1, Purdue University, 2008.
- The Great Shark Hunt: Strange Tales from a Strange Time. Hunter S. Thompson (1979), Ballantine Books, ISBN 0-345-37482-7

## 関連リンク
- "Guide to the Acosta Papers" at the California Ethnic and Multicultural Archives
- "Oscar Zeta Acosta reading 'La Cucaracha'" - YouTube